# Звіробій (фільм, 1990)
«Звіробі́й» — художній фільм у двох серіях 1990 року за мотивами однойменного роману Дж. Ф. Купера.

## Сюжет
Середина XVIII століття. Колоніальний розділ Північної Америки продовжується. Боротьба Англії та Франції за територіальне володіння розділила та зробила ворогами індіанські племена та європейських переселенців.
Випадково зустрівшись, дві цілком різні людини, Гаррі Марч та Натаніель Бампо, прямують до озера под назвою Мерехтливе дзеркало. Звіробій повинен допомогти своєму індіанському другу Чингачгуку вирвати із рук ворожого племені його кохану Уа-Та-Уа, а Гаррі добивається серця красуні Джудіт, що живе на озері разом із сестрою та стареньким батьком. У міру розвитку сюжету фільму герої опиняються втягнутими у військовий конфлікт із племенем «поганих» індіанців.
Фільм показує життя піонерів північної Америки і їхні взаємовідносини із корінними мешканцями материка з двох сторін: і у індіанців, і у білих — своя правда. Автори фільму оспівують красу первозданної природи американського континенту, показують жорстокість і безглуздість війни, прославляють чесність, винахідливість, дружбу.
Зйомки фільму проходили в Юзькому районі Івановської області на озерах Тоньки та Налша і на озері Кщара у В'язниковському районі Владимирської області.

## У ролях
- Андрій Хворов — Звіробій (дублював Андрій Ростоцький)
- Павло Абдалов — Гаррі Марч, Непосида (дублював Олександр Рахленко)
- Едуард Мурашов — Томас Гаттер
- Олена Кондулайнен — Джудіт Гаттер (дублювала Любов Германова)
- Ольга Машна — Гетті Гаттер
- Георгій Піцхелаурі — Чингачгук (дублював Андрій Градов)
- Наталія Табакова — Уа-та-Уа
- Сергій Лодзейський — Терновий Шип (дублював Рудольф Панков)
- Всеволод Хабаров — Розчеплений Дуб
- Володимир Єпископосян — Пантера
- Володимир Півоваров — Рись
- Володимир Бадов — Мокрий Ніс
- Галина Кондрашова — Сумаха
- Олександр Гізгізов — вождь делаварів
- Семен Заков — Уерлі
- Ігор Ільїн — Торнтон
- Борис Миронов — лейтенант Райт